# Elementernes metafysik
Elementernes metafysik er en dansk eksperimentalfilm fra 1996 med instruktion og manuskript af Per Aage Brandt og Steen Møller Rasmussen.

## Handling
Filmen er en poetisk meditation over elementerne luft, vand, jord, ild, der danner baggrund for den verden, mennesker oplever aktivt og figurativt, men baggrunden bestemmer deres følelser på forhånd - der er 'passionen' under aktionen. Filmen består af glimt af verdens elementære bagtæpper, det enkle system af fysiske tilstandsformer, der for mennesker forbinder begrebet 'verden' med værdien 'skønhed'.